# بهشت (ترانه اینا)
«بهشت» تک‌آهنگی از هنرمند اهل رومانی اینا است که در سال ۲۰۱۶ میلادی منتشر شد.
این تک‌آهنگ در چارت‌های جزو ده ترانه اول قرار گرفت.